# Fièvre hémorragique brésilienne
Espèce
Synonymes
- Sabiá mammarenavirus[1]
- Sabiá virus[1]
- SPH 114202 virus[1]

La  fièvre hémorragique brésilienne est une maladie infectieuse  provoquée par le Brazilian mammarenavirus ou virus Sabiá, une espèce de virus de la famille des Arenaviridae. Le virus Sabiá est un virus à ARN enveloppé très contagieux et mortel.
La période d'incubation est comprise entre 7 et 16 jours, au cours de laquelle des signes et des symptômes peuvent apparaître. Les premiers  signes et symptômes peuvent être la fièvre, une  fatigue, des vertiges, des douleurs musculaires, une faiblesse musculaire et l'épuisement. Les cas graves présentent des signes de saignements sous la peau, les organes internes ou des orifices du corps comme la bouche, l'œil (pétéchies conjonctivales) ou l'oreille, et des hématémèses. Les patients les plus gravement atteints peuvent présenter un état de choc, un dysfonctionnement du système nerveux avec coma, délire et convulsions.
Le virus Sabiá peut être transmis par inhalation, ingestion, ou le contact avec l'urine, la salive, le sang ou les excréments de rongeurs.
Le virus Sabiá est un agent pathogène qui requiert un niveau de biosécurité de Classe 4.
À ce jour, il n'y a eu que trois infections rapportées par le virus Sabiá. Un seul cas connu de contamination naturelle par le virus Sabiá eut lieu en 1990 chez une femme habitant le quartier de Jardim Sabiá, à Cotia, une ville située près de São Paulo. Deux autres cas sont survenus dans le contexte clinique suivant : le viriologiste responsable de l'étude de la maladie de cette femme a contracté l'infection dans le cadre de ses recherches, il a heureusement survécu. Quatre ans plus tard, bien que travaillant dans des conditions de biosécurité de niveau 3, un chercheur à la Clinique de médecine tropicale de l'hôpital de Yale-New Haven a été exposé au virus. La contamination est apparemment survenue quand un flacon de centrifugeuse contenant un tissu infecté s'est fissuré et a coulé dans la centrifugeuse en rotation, en libérant des particules de virus sous forme d'aérosol dans l'air. L'un des scientifiques qui a été infecté a été traité avec la ribavirine,.
Ce virus est également potentiellement utilisable pour le bioterrorisme, car il peut se propager par aérosols.

## Référence bologique
- (en) ICTV : Brazilian mammarenavirus  (consulté le 28 février 2021)